# David Horsley
Pour les articles homonymes, voir Horsley.
David Horsley (né le 11 mars 1873 à Stanley, dans le comté de Durham, au Royaume-Uni et mort le 23 février 1933  à Sunland, en Californie) est un producteur de cinéma britannique, considéré comme un pionnier de l'industrie du cinéma, ayant fait une grande partie de sa carrière aux États-Unis.

## Biographie
David Horsley fonda la Centaur Film Company (en) et sa filiale sur la Côte Ouest, la Nestor Film Company, qui créa le premier studio de cinéma à Hollywood.

## Filmographie partielle
- 1908 : A Cowboy Escapade
- 1908 : The Doll Maker's Daughter
- 1908 : The Parson's Thanksgiving Dinner
- 1908 : The Temptation of John Gray
- 1909 : The Sceptical Cowboy
- 1909 : A Cowboy's Sweetheart
- 1909 : Johnnie and the Indians
- 1909 : Scrappy Bill
- 1909 : A Nevada Girl
- 1909 : Private Brown
- 1909 : Love Wins
- 1910 : The Blazed Trail
- 1910 : The Boys of Topsy-Turvy Ranch
- 1911 : Mutt and Jeff on the Job
- 1911 : The Law of the Range de Milton J. Fahrney
- 1911 : A True Westerner de Milton J. Fahrney
- 1911 : The Best Man Wins de Tom Ricketts
- 1912 : The Lost Address de Al Christie
- 1912 : A Brave Little Woman de Tom Ricketts
- 1912 : Inbad, the Count de Al Christie
- 1912 : At Rolling Forks de Al Christie et Milton J. Fahrney
- 1912 : The Double Trail de Al Christie et Milton J. Fahrney
- 1912 : The Heart of a Tramp (réalisateur inconnu)
- 1912 : The Torn Letter de Tom Ricketts
- 1912 : Her Indian Hero de Al Christie, Jack Conway et Milton J. Fahrney
- 1912 : The Ranch Girl's Choice de Al Christie
- 1913 : The Spring in the Desert de Frank Montgomery
- 1913 : An Elephant on His Hands de Al Christie
- 1913 : The Lightning Bolt de Wallace Reid
- 1913 : A Hopi Legend de Wallace Reid
- 1914 : Il Trovatore
- 1914 : Baroness Film Series
- 1914 : The Siege of Liège
- 1915 : Great Americans
- 1915 : The Dove of Peace
- 1915 : Doctor Monko
- 1915 : Jerry and the Gunman
- 1915 : The Knockout
- 1916 : Jerry in the Movies
- 1916 : Vengeance Is Mine!
- 1916 : The Soul's Cycle
- 1916 : A Law Unto Himself
- 1916 : The Heart of Tara
- 1916 : The Hidden Law
- 1916 : The Love Liar
- 1916 : The Leopard's Bride
- 1916 : The Conscience of John David
- 1916 : Highlights and Shadows
- 1916 : The Wasted Years
- 1917 : Jerry and the Outlaws
- 1917 : Too Much Elephant
- 1919 : Breezy Jim
- 1926 : The Doctor
- 1926 : The Angelus
- 1926 : The Mother
- 1926 : Sin